# Donald Petrie
Donald Petrie, född 2 april 1954 i New York, är en amerikansk filmregissör och skådespelare.
Petries karriär som regissör startade med ett flertal avsnitt av olika TV-serier, som MacGyver och Lagens änglar. Genombrottet kom med den romantiska komedifilmen Tre tjejer från 1988, sedan dess har Petrie främst gjort komedifilmer.

## Filmografi (urval)
- 1985 – MacGyver (TV-serie)
- 1986–1987 – Lagens änglar (TV-serie)
- 1988 – Tre tjejer
- 1993 – Griniga gamla gubbar
- 1994 – Richie Rich
- 1996 – En värsting på Wall Street
- 2000 – Miss Secret Agent
- 2003 – Hur man blir av med en kille på 10 dagar
- 2006 – Just My Luck
- 2009 – Min stora feta grekiska semester